# Michael Frankenstein

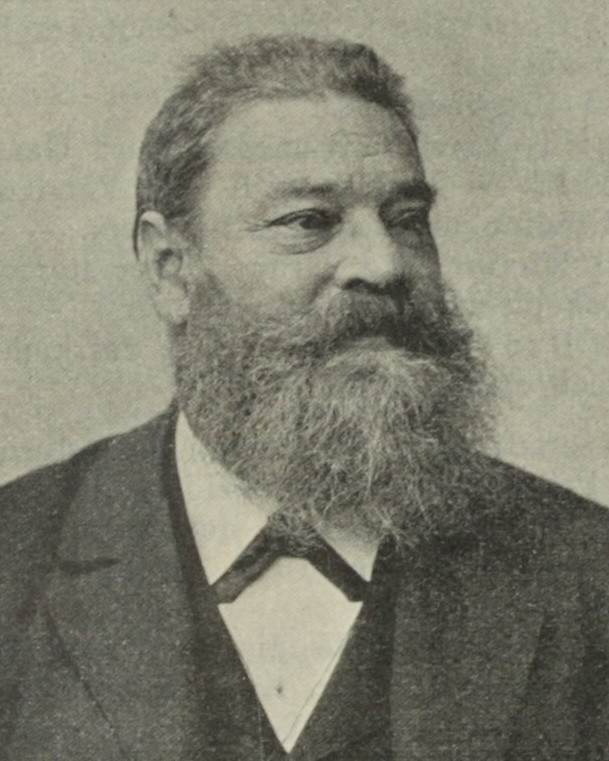
Michael Frankenstein, um 1912

Michael Frankenstein (* 1843 in Wiener Neustadt; † 11. Februar 1918 in Wien) war ein bedeutender österreichischer Fotograf des 19. Jahrhunderts und Mitbegründer des Ateliers „M. Frankenstein & Comp.“ 
Bekannt sind seine historischen Fotografien mit Stadtansichten von Wien, Berlin, Prag, Dresden, sowie Impressionen aus den Alpengegenden, ebenso Architektur- und Industrieaufnahmen.

## Schaffen und Werken

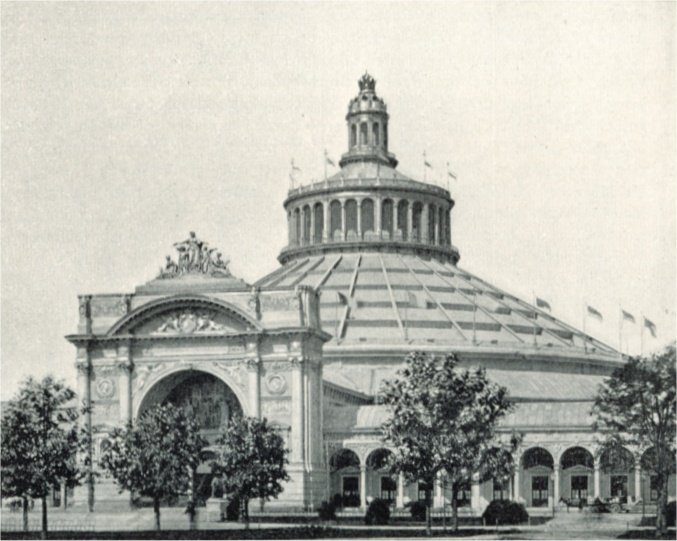
Die Wiener Rotunde (1873 erbaut)

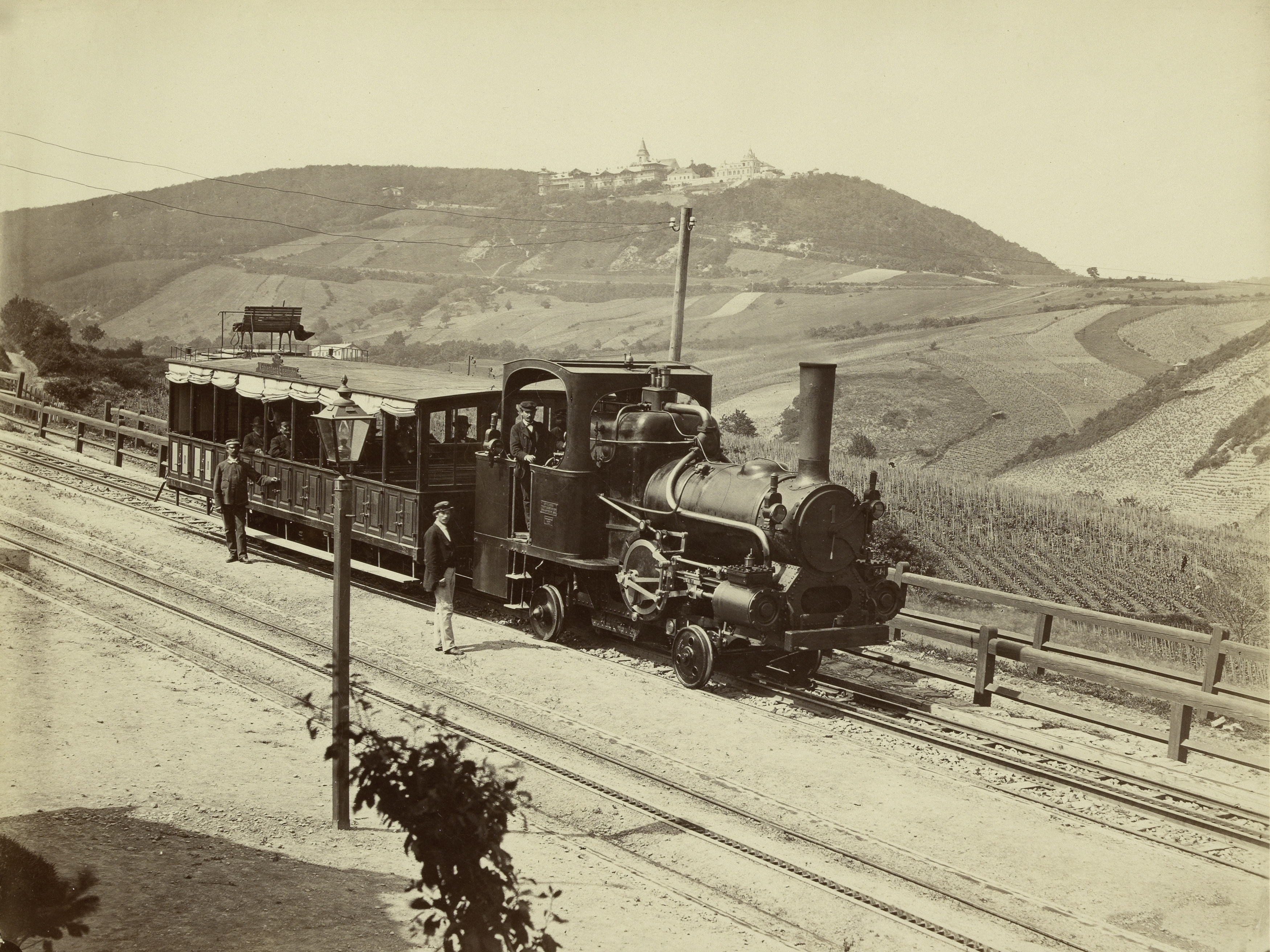
Bekanntes Postkartenmotiv der Kahlenbergbahn (1875)

Frankensteins Chemielehrer an der Realschule brachte ihm die Materie der Fotografie und Herstellung von Papiernegativen in den Jahren 1855 bis 1857 näher. Er war von 1861 bis 1862 als Reproduktionsfotograf bei Miethke & Wawra in Wien, von 1862 bis 1866 als Assistent im Atelier von Ferdinand Küss beschäftigt.
Gemeinsam mit seinem Partner Paul Barth gründete er 1866 sein erstes Unternehmen „M. Frankenstein & Comp.“, „Atelier für Architektur und techn. Aufnahmen“ in Wien. Ab 1911 bezeichnet sich sein Unternehmen als „Atelier für Photographie und Photogravüre, Wien“. Sein Atelier befand sich 1866 in der Mollardgasse 55, 6. Bezirk. Es gibt einen Hinweis aus dem Jahr 1875 mit einem Standort in der Hundsthurmerstraße 94, 5. Bezirk, und 1879 einen Standort in der Brückengasse 2, 6. Bezirk.
Er arbeitete als Landschaftsfotograf für Oscar Kramer und den Verlag L. & V. Angerer. 1873 wurde er Mitglied der „Wiener Photographen-Association“ anlässlich der Wiener Weltausstellung 1873. Ab 1877 fertigte er Landschaftsserien für die Kunsthandlung V. A. Heck an, ab 1884 führte er überwiegend Illustrationen für wissenschaftliche und Kunstpublikationen aus. Im Jahr 1908 erhielt Michael Frankenstein den Titel Kaiserlicher Rat.

## Die nächste Generation
Seine Söhne Maximillian und Paul Frankenstein arbeiteten später im Atelier mit und Maximillian führte 1885 die Heliogravüre im eigenen Betrieb ein. Nach Michael Frankensteins Ableben im Februar 1918 führten beide Söhne das Geschäft als „Spezialatelier für Industriefotografie“ weiter. Im selben Jahr wurde Paul Mitglied in der Photographischen Gesellschaft. Maximillian Frankenstein starb am 24. Februar 1947. Paul führte das Atelier alleine weiter, verlor jedoch sein Geschäft am Stubenring 5, im 1. Bezirk, in den Wirren des Zweiten Weltkrieges. Paul Frankenstein verstarb am 9. Februar 1953.